# Фурлонг
Фу́рлонг або фа́рлонг (англ. furlong від давн-англ. furh — «борозна, колія» + lang — «довгий») — британська та американська одиниця вимірювання відстані.
1 фурлонг = 10 чейнів = 220 ярдів = 40 родів = 660 футів = 1000 лінків.
5 фарлонгів приблизно рівні 1 км (1,0058 км)
Нині фарлонг, як одиниця вимірювання відстані, використовується на перегонах у Великій Британії, Ірландії та США.